# Venă tiroidiană superioară
Vena tiroidiană superioară începe în țesutul și pe suprafața glandei tiroide, prin afluenți care corespund cu ramurile arterei tiroide superioare și se termină în partea superioară a venei jugulare interne.
Primește venele laringiene și cricotiroidiene superioare.

## Imagini suplimentare

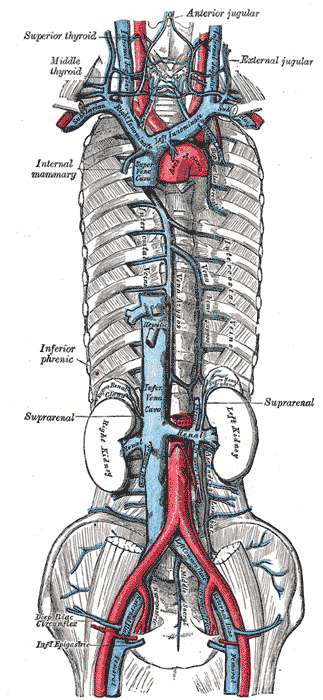
Venele cavae⁠(d) și venele azygos cu afluenții lor.
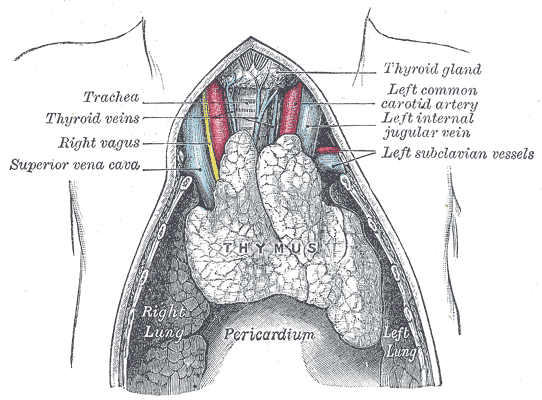
Timusul unui făt cu normă întreagă.